# Autostrada A6b (Franța)
Autostrada A6b, sau A6b, este o autostradă franceză care deservește orașul Paris. Ea se unește la nivelul localității Wissous cu A6a pentru a forma A6 și A10.
A6a constituie ramura de est a autostrăzii A6, conectându-se la Boulevard périphérique în zona Porte d'Italie și permițând accesul către cartierele de est ale orașului. Darea sa în folosință este ulterioară A6a.
Este o autostradă gratuită, neconcesionată, administrată de DIR Île-de-France.
Particularitatea autostrăzii A6b este că a fost construită pe aceeași platformă cu A6a pe o mare parte din traseu. De fapt, cele două ramuri se separă abia cu puțin timp înainte de a ajunge la periferic. Traficul său este foarte dens și se blochează frecvent, deoarece A6b preia o parte din fluxurile a două mari rute radiale franceze: A6 și A10.

## Istoric
Declarații de utilitate publică
- 13.06.1939: Secțiunea Paris-Porte d'Italie - Wissous (Boulevard périphérique - A6)[1][2], (declarație confirmată la 28.08.1941[3][4] și abandonată la 27.11.1942)[5]
- 26.06.1968: Secțiunea Arcueil - Chevilly-Larue (A6a-nord - A106)[6], (înlocuiește DUP din 1939/1941 pentru secțiunea în cauză)
- 25.11.1970: Secțiunea Chevilly-Larue - Wissous (A106 - A10)[7], (înlocuiește DUP din 1939/1941 pentru secțiunea în cauză)

### Darea în folosință
- 1968: Nod rutier M.I.N.[n 2] din Rungis (ieșirea 3)
- 1969: Intersecția Rungis (A86), (prima reorganizare)
- 20.01.1970: Secțiunea Paris-Porte d'Italie - Chevilly-Larue (Perifericul Parisului - A106) cu Tunelul Bicêtre, (prima bandă)[n 3]
- 1970: Nod rutier Villejuif (ieșirea 2), (breteaua Sud-Vest)
- 23.12.1970: Secțiunea Paris-Porte d'Italie - Chevilly-Larue (Perifericul Parisului - A106) cu Tunelul Bicêtre, (a doua bandă)
- 06 1972: Secțiunea Chevilly-Larue - Wissous (A106 - A10), (sensul Provincie - Paris)
- 10 1972: Secțiunea Chevilly-Larue - Wissous (A106 - A10), (sensul Paris - Provincie)
- 1990: Intersecția Rungis (A86), (a doua reorganizare)

## Traseu
| De la Boulevard périphérique la A6 și A10; secțiune gratuită, neconcesionată, gestionată de DIR Île-de-France. | |                |
| Intersecție | Nod rutier între Boulevard périphérique și A6b (nod rutier parțial).                                                                                    |                |
| A6b | |                |
| | Tunelul d'Italie. |                |
| | Trecerea din Paris în departamentul Val-de-Marne. |                |
| 1 - Porte d'Italie                                                                                             | Oraș deservit: Paris-Porte d'Italie (nod rutier parțial).                                                                                               |                |
| | Tunelul Bicêtre. |                |
| 2 - Villejuif                                                                                                  | Orașe deservite: Villejuif, Le Kremlin-Bicêtre, Arcueil (nod rutier parțial).                                                                           | RD161          |
| Intersecție | Nod rutier între A6a și A6b: Rouen, Paris-centru, Paris-Porte d'Orléans (nod rutier parțial).                                                           | A6a E15        |
| Intersecție | Nod rutier între A106 și A6b: Lyon, Évry; Aeroportul Paris–Orly (nod rutier parțial).                                                                   | A106 E15       |
| 3 - Rungis | Oraș deservit: Rungis. |                |
| | Trecerea din departamentul Val-de-Marne în departamentul Essonne.                                                                                       |                |
| Intersecție | Nod rutier între A6, A10 și A6a: Lyon, Évry, Chilly-Mazarin; Bordeaux, Nantes, Étampes, Palaiseau, Massy, Longjumeau, Antony-Z.A. (nod rutier parțial). | A6 A10 E05 E15 |
| A6b | |                |